# العلاقات الإيطالية النيجيرية
العلاقات الإيطالية النيجيرية هي العلاقات الثنائية التي تجمع بين إيطاليا ونيجيريا.

## مقارنة بين البلدين
هذه مقارنة عامة ومرجعية للدولتين:
| وجه المقارنة                                              | إيطاليا                                                  | نيجيريا                     |
| --------------------------------------------------------- | -------------------------------------------------------- | --------------------------- |
| المساحة (كم2)                                             | 301.34 ألف                                               | 923.77 ألف                  |
| عدد السكان (نسمة)                                         | 60.60 مليون                                              | 190.89 مليون                |
| الكثافة السكانية (ن./كم²)                                 | 201.1                                                    | 206.64                      |
| العاصمة                                                   | روما، فلورنسا، تورينو                                    | أبوجا، لاغوس                |
| اللغة الرسمية                                             | اللغة الإيطالية                                          | لغة إنجليزية، اللغة اليوربا |
| العملة                                                    | يورو، ليرة إيطالية                                       | نيرة نيجيرية                |
| الناتج المحلي الإجمالي (بليون دولار)                      | 1.93 تريليون                                             | 375.77 مليار                |
| الناتج المحلي الإجمالي (تعادل القوة الشرائية) بليون دولار | 2.26 تريليون                                             | 1.09 تريليون                |
| الناتج المحلي الإجمالي الاسمي للفرد دولار أمريكي          | 29.96 ألف                                                | 2.64 ألف                    |
| الناتج المحلي الإجمالي للفرد دولار أمريكي                 | 35.46 ألف                                                | 5.91 ألف                    |
| مؤشر التنمية البشرية                                      | 0.873                                                    | 0.514                       |
| رمز المكالمات الدولي                                      | +39                                                      | +234                        |
| رمز الإنترنت                                              | .it                                                      | .ng                         |
| المنطقة الزمنية                                           | توقيت وسط أوروبا، ت ع م+01:00، ت ع م+02:00، أوروبا/روما ‏ | ت ع م+01:00                 |

## منظمات دولية مشتركة
يشترك البلدان في عضوية مجموعة من المنظمات الدولية، منها:
| علم المنظمة | اسم المنظمة                               | تاريخ انضمام إيطاليا | تاريخ انضمام نيجيريا |
| ----------- | ----------------------------------------- | -------------------- | -------------------- |
|             | مؤسسة التنمية الدولية                     | 24 سبتمبر 1960       | 14 نوفمبر 1961       |
|             | الأمم المتحدة                             | 14 ديسمبر 1955       | 7 أكتوبر 1960        |
|             | منظمة التجارة العالمية                    | 1995                 | ?                    |
|             | منظمة الشرطة الجنائية الدولية             | ?                    | ?                    |
|             | المركز الدولي لتسوية المنازعات الاستشارية | 28 أبريل 1971        | 14 أكتوبر 1966       |
|             | الاتحاد الدولي للاتصالات                  | 1866                 | 11 أبريل 1961        |
|             | الفريق المعني برصد الأرض                  | ?                    | ?                    |
|             | البنك الدولي للإنشاء والتعمير             | 27 مارس 1947         | 30 مارس 1961         |
|             | المنظمة الهيدروغرافية الدولية             | ?                    | ?                    |
|             | الاتحاد البريدي العالمي                   | ?                    | ?                    |
|             | منظمة حظر الأسلحة الكيميائية              | ?                    | ?                    |
|             | مؤسسة التمويل الدولية                     | 27 ديسمبر 1956       | 30 مارس 1961         |
|             | البنك الإفريقي للتنمية                    | ?                    | ?                    |
|             | وكالة ضمان الاستثمار متعدد الأطراف        | 29 أبريل 1988        | 12 أبريل 1988        |
|             | يونسكو                                    | ?                    | 14 نوفمبر 1960       |

## أعلام
هذه قائمة لبعض الشخصيات التي تربطها علاقات بالبلدين:
- أنغيلو أوغبونا (لاعب كرة قدم إيطالي، 23 مايو 1988[21] – )
- أودو أباس (لاعب كرة سلة إيطالي، 27 يناير 1993 – )
- اوساريمين ايباوا (لاعب كرة قدم نيجيري، 6 يونيو 1986[22] – )
- جيري مباكويو (لاعب كرة قدم نيجيري، 1 أكتوبر 1992[23] – )
- ستيفانو أوكاكا (لاعب كرة قدم إيطالي، 9 أغسطس 1989 – )
- ستيفانو لاييني (لاعب كرة قدم إيطالي، 10 مارس 1982[24] – )
- لولا ماجا (23 يناير 1978 – )
- ويليام جيدايي (لاعب كرة قدم إيطالي، 9 أغسطس 1984[25] – )

## وصلات خارجية
- موقع وزارة الخارجية الإيطالية
- موقع وزارة الخارجية النيجيرية